# Порт-Антоніо
Порт-Антоніо (англ. Port Antonio, ям. креол Puot Antuoni) — місто на сході Ямайки, адміністративний центр округи Портленд.
Населення - 12 тис. (1970), 12285 (1982) і 13246 осіб (1991).
У місті розташований третій за обсягом країни порт (вивезення кокосів, бананів та цукру). Порт-Антоніо розташований приблизно за 100 км від столиці, з яким пов'язаний шосе і залізницею.
Важливу статтю економіки становить туризм. Крім пляжного відпочинку ( Блакитна лагуна, Дрегон-Бей), популярні поїздки на острів Неві, на якому розташовуються залишки бази Британського флоту XVIII століття. Острів також відомий зйомками декількох Голлівудських фільмів. Раніше він належав відомому актору Ерролу Флінну, який виграв його в покер.

## Зображення

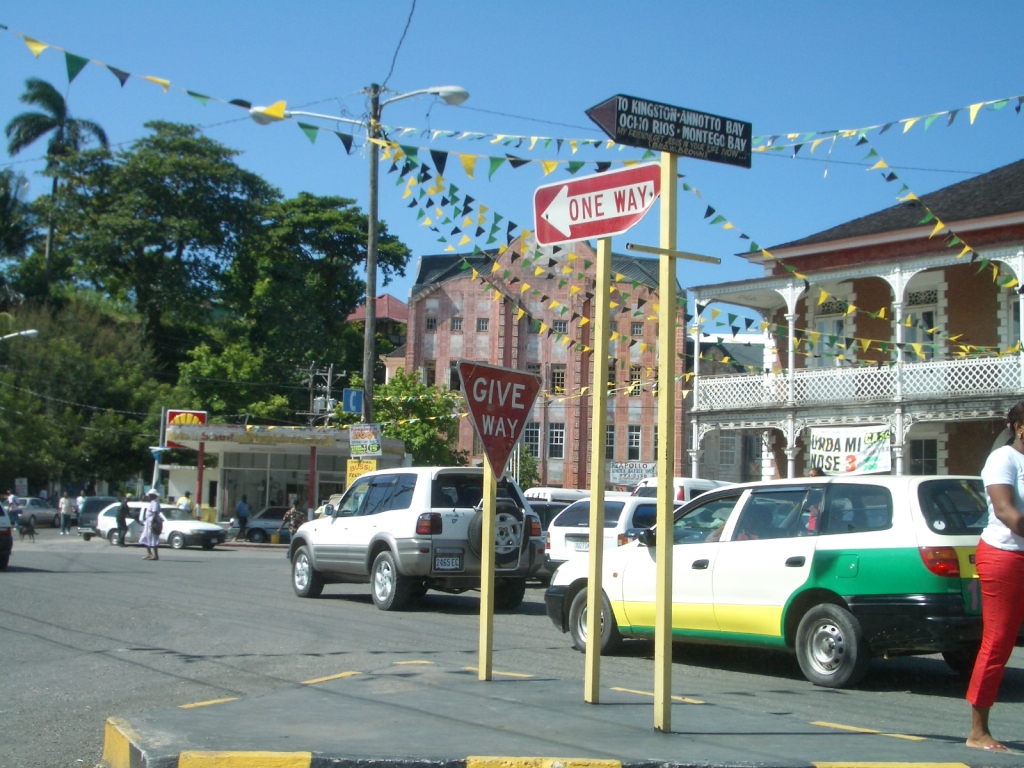
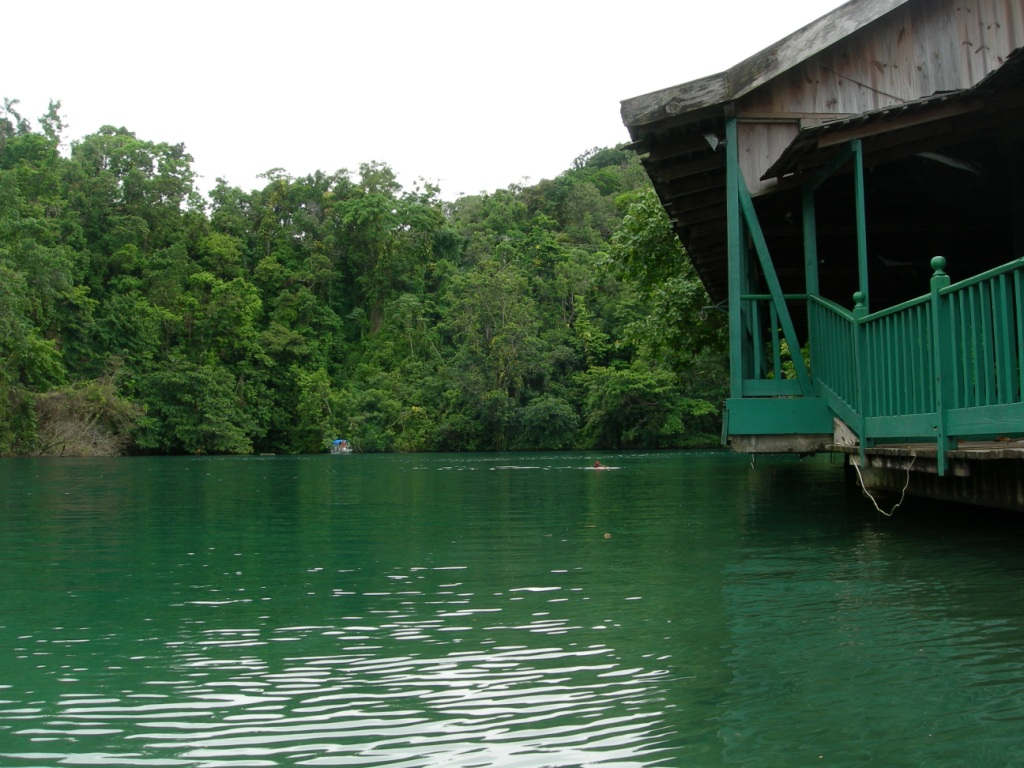
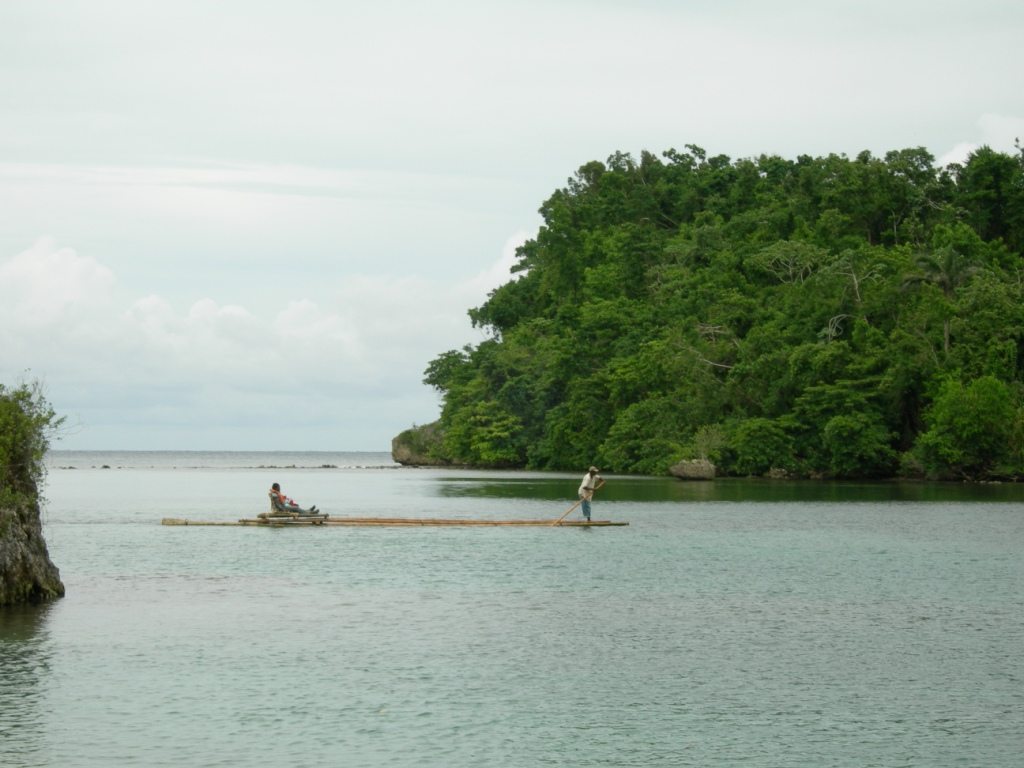
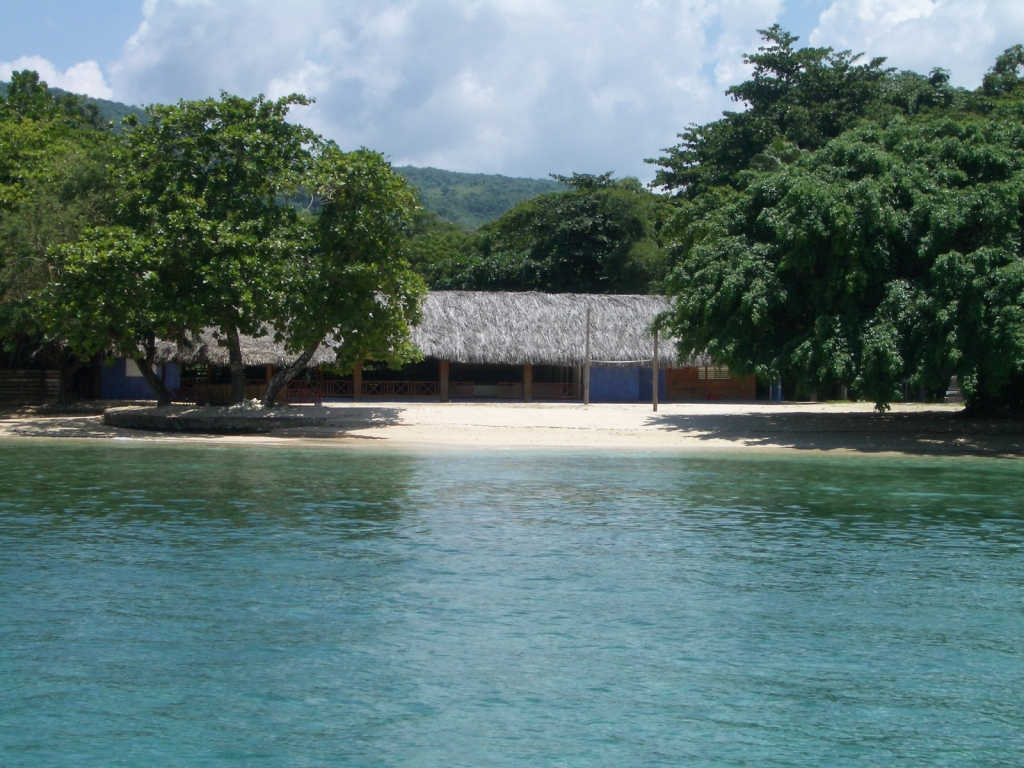